# Озия
Ози́я, Уззия или Узия (ивр. עֻזִּיָּהוּ‎, Уззияу «моя сила — Яхве»), называется также Азария (ивр. עֲזַרְיָהוּ‎, Азарияу «моя помощь — Яхве») — десятый царь Иудеи из дома Давидова. Сын Амасии, взошёл на престол в 16 лет и царствовал 52 года.
Его царствование по великолепию сравнивалось с царствованием Соломона.
Во время его царствования произошло землетрясение, которое упоминают пророки Амос (Амос. 1:1) и Захария (Зах. 14:5).

## В Библии

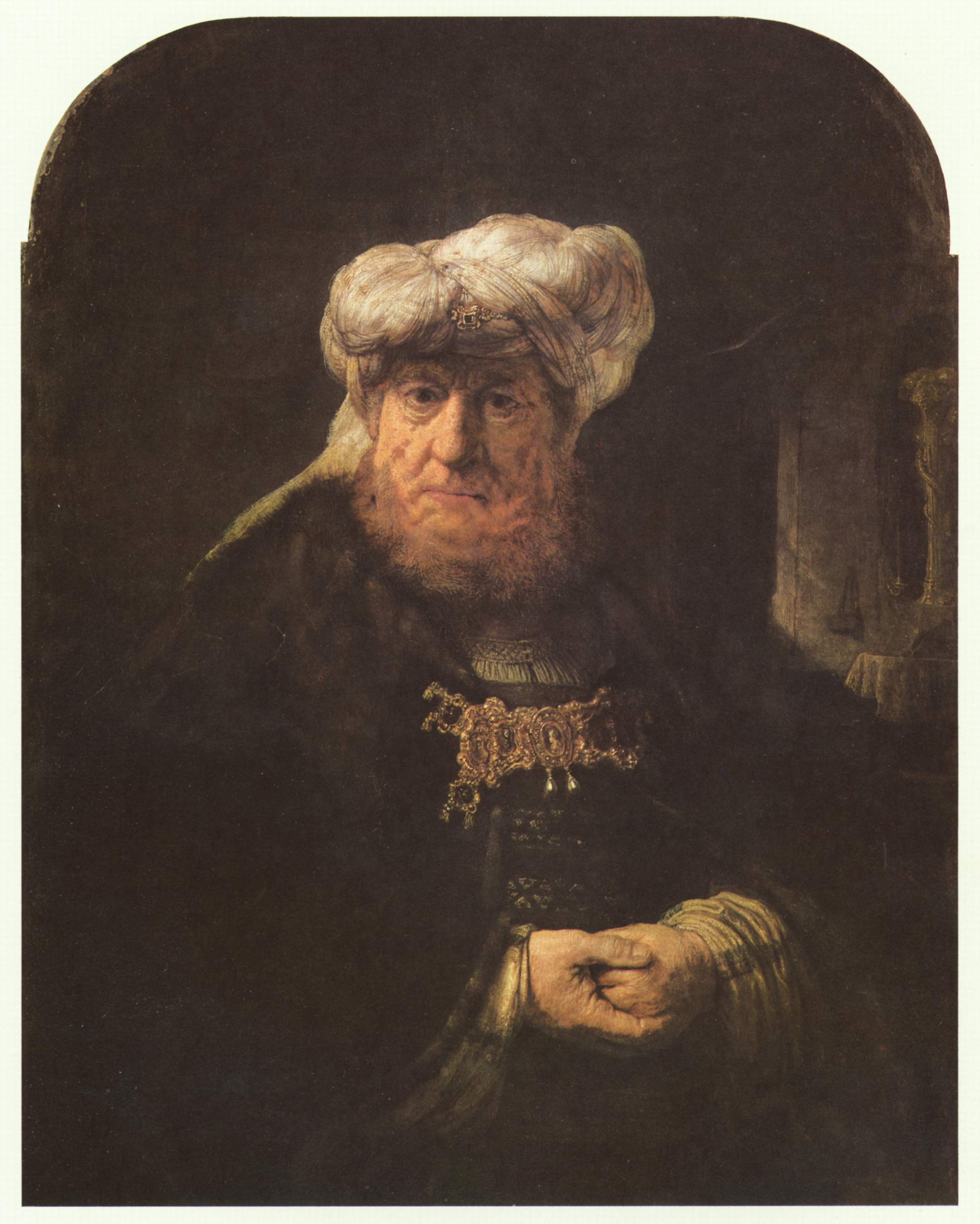
The King Uzziah Stricken with Leprosy, by Rembrandt, 1635. Царь Озия, поражённый проказой. Рембрандт, 1635

После убийства его отца, Амасии, заговорщиками в Лахише (4Цар. 14:19-21), наследовал царство в 16 лет. Его мать, Иехолия, происходила из иерусалимской семьи.
Согласно Библии (2Пар. 26, 4Цар. 15:1-7), был благочестивым (то есть преданным монотеистическому культу Яхве) и богобоязненным царём, удачно воевал с окрестными народами, укрепил Иерусалим, имел постоянное войско свыше 300 000 человек, заново им вооружённое и снабжённое метательными машинами (2Пар. 26:15), поощрял земледелие и разведение скота.
Рассказывается, что, возгордившись, он посягнул на священство и пожелал сам воскурить Господу фимиам на алтаре Храма, за что мгновенно был поражен проказой. Будучи болен проказой, жил в отдельном доме, а за него царством правил его сын Иоафам. Срок царствования Озии 52 года (2Пар. 26:3, 4Цар. 15:2).
Из приведенных в Библии возраста вступления на царства и срока правления, заключается, что Озия умер в возрасте 68 лет, однако, возможно, что его срок правления включает в себя предполагаемое регентство в возрасте до 16 лет.[уточнить].
Для объяснения двух разных имен, под которыми царь фигурирует в Библии, выдвигались предположения, что Азария — это просто ошибка переписчика, или что Озия — это тронное имя.

## Археологические находки
В 1931 году в Иерусалиме, возле Русского подворья, израильским археологом Элиезером Сукеником, была найдена каменная плита с гробницы эпохи Второго храма. Надпись на арамейском языке на камне гласит: «Сюда были перенесены кости Озии, царя Иудеи. Не открывать.» Эта находка означает, что останки Озии были перенесены из его первой могилы, что, возможно, соответствует разночтению библейского рассказа о погребении царя: «...и похоронили его с отцами его на поле царских гробниц, ибо говорили: он прокаженный» (2Пар. 26:23) и «похоронили его с отцами его в городе Давидовом» (4Цар. 15:7).
Также, в археологическом мире известны две печати двух министров царя Озии.